# Ecosysteem
Een ecosysteem of oecosysteem is een natuurlijk systeem,  dat bestaat uit de biologische interacties tussen alle organismen die in een bepaald gebied voorkomen, en de wisselwerking tussen deze organismen en hun abiotische omgeving.  
De biologische interacties zijn de biotische factoren, de invloeden die planten, dieren en micro-organismen in een ecosysteem op elkaar uitoefenen: ze vormen samen een levensgemeenschap. Voorbeelden zijn de ecologische relaties tussen prooi en predator, en die tussen gastheer en symbiont. 
Voorbeelden van abiotische invloeden zijn de hoeveelheid neerslag, de temperatuur en de bodemgesteldheid, zoals de  bodemvruchtbaarheid en de  bodemstructuur.  
Het concept ecosysteem werd in 1935 door de Engelse botanicus Arthur Tansley geïntroduceerd en verder ontwikkeld door de Amerikaanse ecoloog Eugene Odum.

## Voorbeelden van ecosystemen

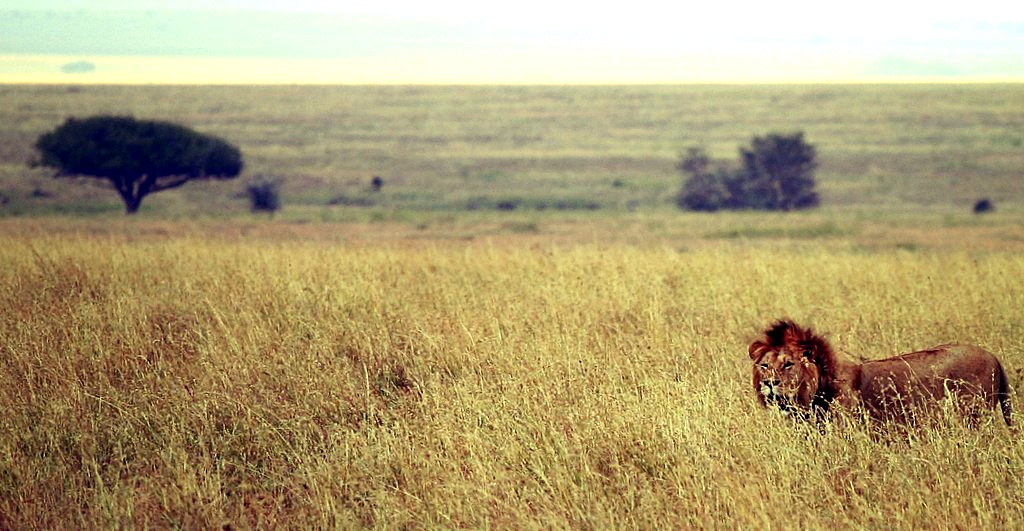
Leeuw in savanne

Wat als ecosysteem wordt beschouwd, hangt af van de interesse van de onderzoeker en de vraagstelling bij het onderzoek. Voorbeelden van ecosystemen zijn een bepaald stuk bos, koraalrif, grasland of woestijn. Voorbeelden van kleinere ecosystemen zijn een dobbe, een knotwilg of een boomholte: een individuele boom kan als ecosysteem benaderd worden. De aarde kan als geheel ook als een systeem gezien worden, de biosfeer of het systeem Aarde - dit bestaat dan uit alle ecosystemen samen.
Alle organismen van dezelfde soort binnen een gegeven levensgemeenschap vormen samen een populatie. Ecosystemen beïnvloeden elkaar, bijvoorbeeld door uitwisseling van organismen, door uitwisseling van materie (zoals in de vorm van water, bodem) en energie, of door het geven van beschutting of regenschaduw door gebergtes.

## Het concept
Ecosystemen worden bestudeerd in de ecologie, de leer (logos) van de huishouding (oikos) van de natuur. Ecologen gaan ervan uit dat de natuur uit min of meer samenhangende systemen bestaat. Ecosystemen kunnen op verschillende niveaus worden bestudeerd. Zo vormen bekende natuurgebieden als de Veluwe en de Waddenzee ieder een ecosysteem, maar specifieker kunnen ook onderdelen daarvan, respectievelijk een beukenbos en een zandplaat, als apart ecosysteem worden bestudeerd, of juist overkoepelende eenheden zoals de 'oostelijke zandgronden' en de oceaan.
| - Landschap - Ecotoop of landschapselement - Biotoop - Levensgemeenschap |

Ecosystemen zijn op te delen in twee, elkaar beïnvloedende, componenten:
- de biotoop: het fysico-chemische of abiotische deel.
- de levensgemeenschap of biocoenose: het levende of biotische deel

### Abiotische componenten
Het abiotische, anorganische, deel bepaalt in grote lijnen de vorm van het biotische, organische deel van het ecosysteem. Zo bepaalt de hoeveelheid regenval het voorkomen van regenwouden en woestijnen 
Organismen hebben andersom ook grote invloed op de abiotische, met name bodemkundige factoren, bijvoorbeeld op de: 
- zuurgraad van de bodem,
- bodemstructuur, middels bioturbatie door bodemfauna zoals regenwormen en mollen
- bodemvochtigheid door verdamping door planten
- hoeveelheid zonlicht die door het bladerdak de bodem bereikt.

### Biotische componenten
Een belangrijk aspect binnen ecosystemen is de wijze waarop organismen zich voeden. Tussen de verschillende soorten organismen binnen een ecosysteem gaat het vaak om eten en/of gegeten worden. Het biotische deel van een ecosysteem telt drie basale componenten: de producenten, de consumenten en de reducenten of destruenten.
- producenten, meestal algen en planten, zijn autotroof en staan aan de basis van de meeste ecosystemen. Ze produceren door fotosynthese het grootste deel van de biomassa uit anorganische stoffen
- consumenten zijn de heterotrofe (bij voorbeeld herbivoren) organismen. Primaire consumenten leven van de producenten en secundaire consumenten van andere consumenten. Daarbij gaat vaak om roofdieren, omnivoren en filtervoeders.
- reducenten zijn veelal micro-organismen, vaak schimmels en bacteriën, die dood organisch materiaal weer afbreken tot elementaire bouwstoffen voor planten.

Veel interacties binnen een gegeven ecosysteem worden dan ook beschreven als een voedselketen of voedselweb.
| Schematische weergave van landecosystemen Ecosysteem-componenten - Biotoop (abiotische componenten) - Klimaat, atmosfeer - neerslag - licht - wind - temperatuur - Bodem - bodem - zuurgraad - mineralen - topografie (helling, expositie, relief) - Levensgemeenschap (biotische componenten) - producenten - consumenten - primair (herbivoren) - secundair … tertiair (carnivoren) - quaternair (omnivoren) - reducenten |

## Kenmerken van ecosystemen
Een ecosysteem kenmerkt zich door:
- netwerken van relaties - afhankelijkheidsbetrekkingen - tussen organismen
- de biogeochemische of ecologische kringlopen: circulatie van energie en materie, zoals stikstofkringloop, koolstofkringloop, waterkringloop. Afval van het ene organisme is voedsel voor het andere organisme. Er is sprake van recycling, stoffen en energie raken niet snel uitgeput.
- een dynamisch evenwicht
- zelfherstellend vermogen, waardoor verstoringen tot op zekere hoogte opgevangen worden.
- relaties met andere ecosystemen (energie- en materiestromen, migratie van soorten). Een ecosysteem is een open systeem.

Wanneer de veerkracht en de weerstand van een ecosysteem wordt overvraagd, kan het onherstelbaar worden verstoord en 'instorten', dat wil zeggen overgaan in een geheel ander ecosysteem. Een dergelijke omslag gaat gepaard met veranderingen in de stof- en energiestromen, de relaties tussen soorten, en een teruggang in de plaatselijke soortenrijkdom of biodiversiteit.

## Bescherming ecosystemen

### Millennium Ecosystem Assessment
Het Millennium Ecosystem Assessment project is in 2000 onder de hoede van de Verenigde Naties in het leven geroepen om zo goed mogelijk te bepalen wat de toestand van de ecosystemen wereldwijd was en de consequenties hiervan. Het is gestart door de toenmalige secretaris-generaal van de Verenigde Naties Kofi Annan. Het project, uitgevoerd in 2001-2005, had verschillende doelen: het mobiliseren van de beste en meest actuele informatie over ecosystemen; het bepalen van de ecosysteemdiensten (de functies van de ecosystemen voor de mens); het schatten van de consequenties van de veranderingen in de ecosystemen voor het welzijn van de mens; de wetenschappelijke basis leggen voor acties ter bevordering van de bescherming en het duurzaam gebruik van ecosystemen.
De hoofdconclusie was dat de ecosystemen van onze aarde tijdens de laatste 50 jaar door menselijke activiteiten meer zijn veranderd en aangetast dan in enige eerdere periode. Dit heeft geleid tot een aanzienlijk verlies aan biodiversiteit. De mate van aantasting verschilt per type ecosysteem. Dit is ook nadelig voor de mens.
De wetenschappelijke en abstracte term 'ecosysteem' werd bij natuur- en milieubescherming steeds meer gebruikt in aanvulling op milieu(kwaliteit), soorten (later 'biodiversiteit') en (natuur)gebieden. De beschermingsmaatregelen zijn echter niet veel veranderd.

### Maatregelen
De belangrijkste maatregelen om de kwaliteit van ecosystemen te verbeteren krijgen gestalte via het beleid voor natuurbescherming, milieubescherming en duurzaamheid. Internationaal krijgt het beleid onder meer vorm via de door de Verenigde Naties opgestelde duurzameontwikkelingsdoelen. De maatregelen zijn zeer divers, en omvatten onder meer vergroening van de economie, milieubeleid, het instellen van natuurreservaten en wettelijke bescherming van planten- en diersoorten. Ook praktisch beheer valt hieronder, zoals klassiek natuurbeheer gericht op behoud en ecologische restauratie, waarbij via actief ingrijpen de abiotische situatie sterk wordt veranderd (bijvoorbeeld via het ongedaan maken van ontwatering of via bekalking) of verdwenen soorten weer worden toegelaten of uitgezet (bijvoorbeeld gieren of wolven) om ecologische relaties te herstellen.

## Ecosystemen als model voor andere systemen
Door hun kringloopkarakter fungeren ecosystemen als voorbeeld voor niet-natuurlijke systemen, met name de economie. Het efficiënte gebruik van materialen in ecosystemen werkt als voorbeeld voor het concept van de kringloopeconomie en de industriële ecologie, waarbij afval wordt hergebruikt.
De bedrijfskunde en aanverwante vakgebieden kennen het begrip bedrijfs-ecosysteem, dat de afhankelijkheidsbetrekkingen benadrukt tussen bedrijven en hun omgeving, met een scala aan spelers, waaronder de producenten, de consumenten (verbruikers), de leveranciers, de logistieke keten, de financiers en de banken. Deze vakgebieden  gebruiken vaak het woord ecosysteem voor het geheel van deze relaties.